# Altensteinia citrina
Altensteinia citrina är en orkidéart som beskrevs av Leslie Andrew Garay. Altensteinia citrina ingår i släktet Altensteinia och familjen orkidéer. Inga underarter finns listade i Catalogue of Life.